# مالكوم ارتشر
مالكوم ارتشر (بالإنجليزية: Malcolm Archer)‏ هو عازف الأرغن وملحن بريطاني، ولد في 1952 في المملكة المتحدة.

## وصلات خارجية
- مالكوم ارتشر على موقع ميوزك برينز (الإنجليزية)
- مالكوم ارتشر على موقع أول ميوزيك (الإنجليزية)
- مالكوم ارتشر على موقع ديسكوغز (الإنجليزية)